# Біополіс

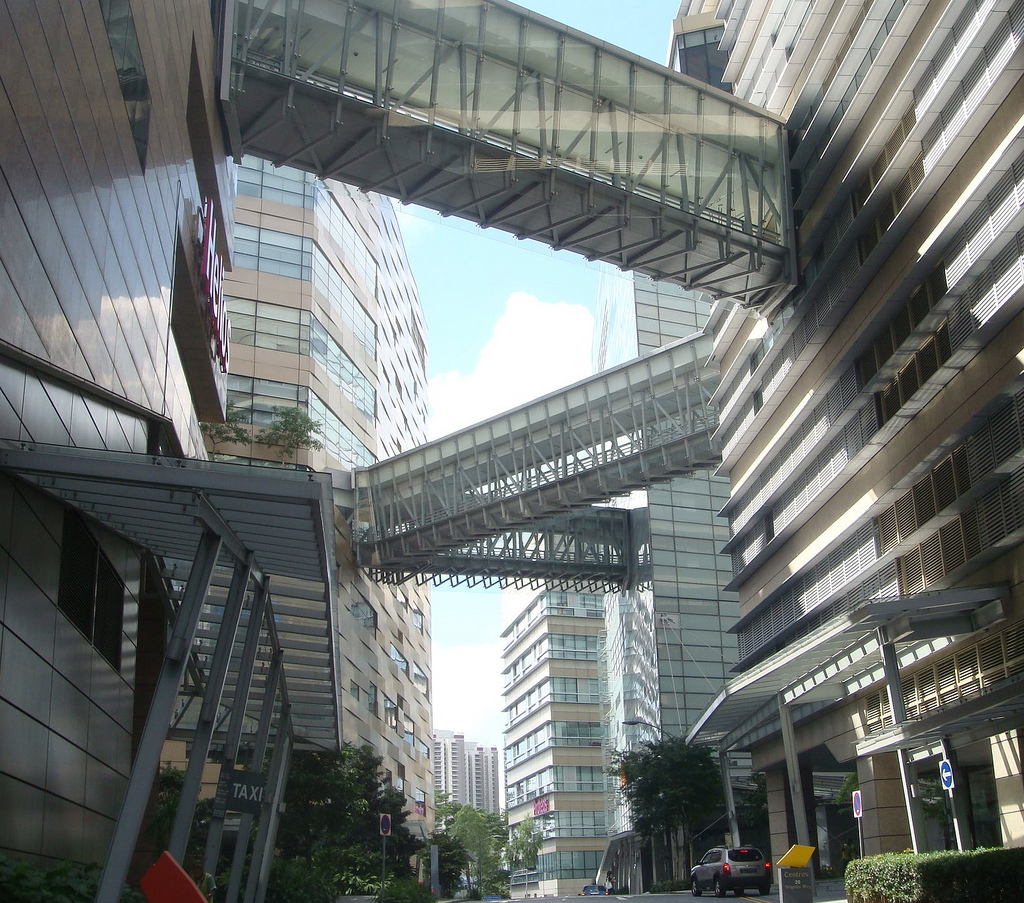
Будівлі Біополісу поєднані між собою прозорими повітряними мостами

Біополіс (англ. Biopolis, кит.: 启奥城) — територія в Сінгапурі в межах району (раніше містечка) Буона-Віста, на якій знаходиться комплекс будівель науково-дослідницьких центрів у галузі біології і медицини. Спорудження комплексу почалося 2000 року. Назву запропонував лауреат Нобелівської премії з фізіології та медицини Сідні Бреннер. До комплексу входять 13 будівель (2013), частково з'єднаних між собою підземними та надземними переходами.

## Історія
Будівництво Біополісу було розпочато у 2000 році. На площі у 200 гектарів планувалося побудувати центр, який би став колискою сінгапурських біотехнологій, в якому державні дослідницькі установи знаходилися б в одному місці з приватними лабораторіями для кращого співробітництва. У 2003 році відкрилися перші 7 будівель, спроектовані та побудовані компанією JTC. 5 корпусів (Centros, Genome, Matrix, Nanos і Proteos), в яких розмістилися державні інститути ради A*STAR, і два корпуси Chromos і Helios для приватних лабораторій також містили спільну систему охолодження повітря.
Друга черга будівництва містила 2 будівлі для приватних лабораторій, пов'язаних з трансляційною та клінічною медициною. Споруди були названі Neuros і Immunos. У період 2006—2010 років у лабораторії в цих будівлях було інвестовано 648 мільйонів доларів.
Третю чергу було завершено 2010 року: побудовано корпуси Synapse та Aminos.

## Довкілля
На території Біополісу побудовано декілька ресторанів громадського харчування. Створені майданчики для відпочинку, басейни з рибами та черепахами, газони та клумби з квітами. Є декілька скульптур: кульбаба, модель протеази вірусу атипової пневмонії з інгібітором.

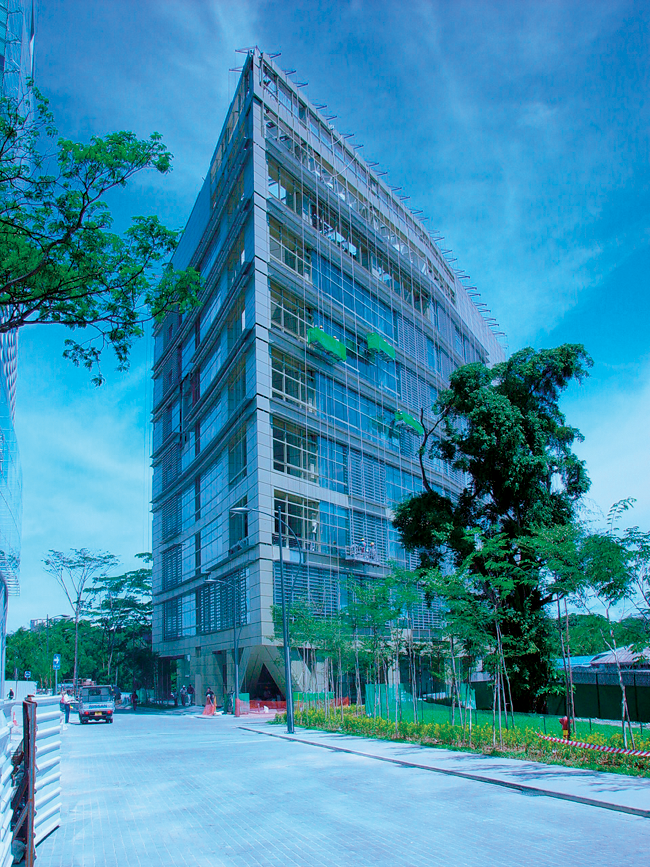
Геномний інститут Сінгапуру в Біополісі
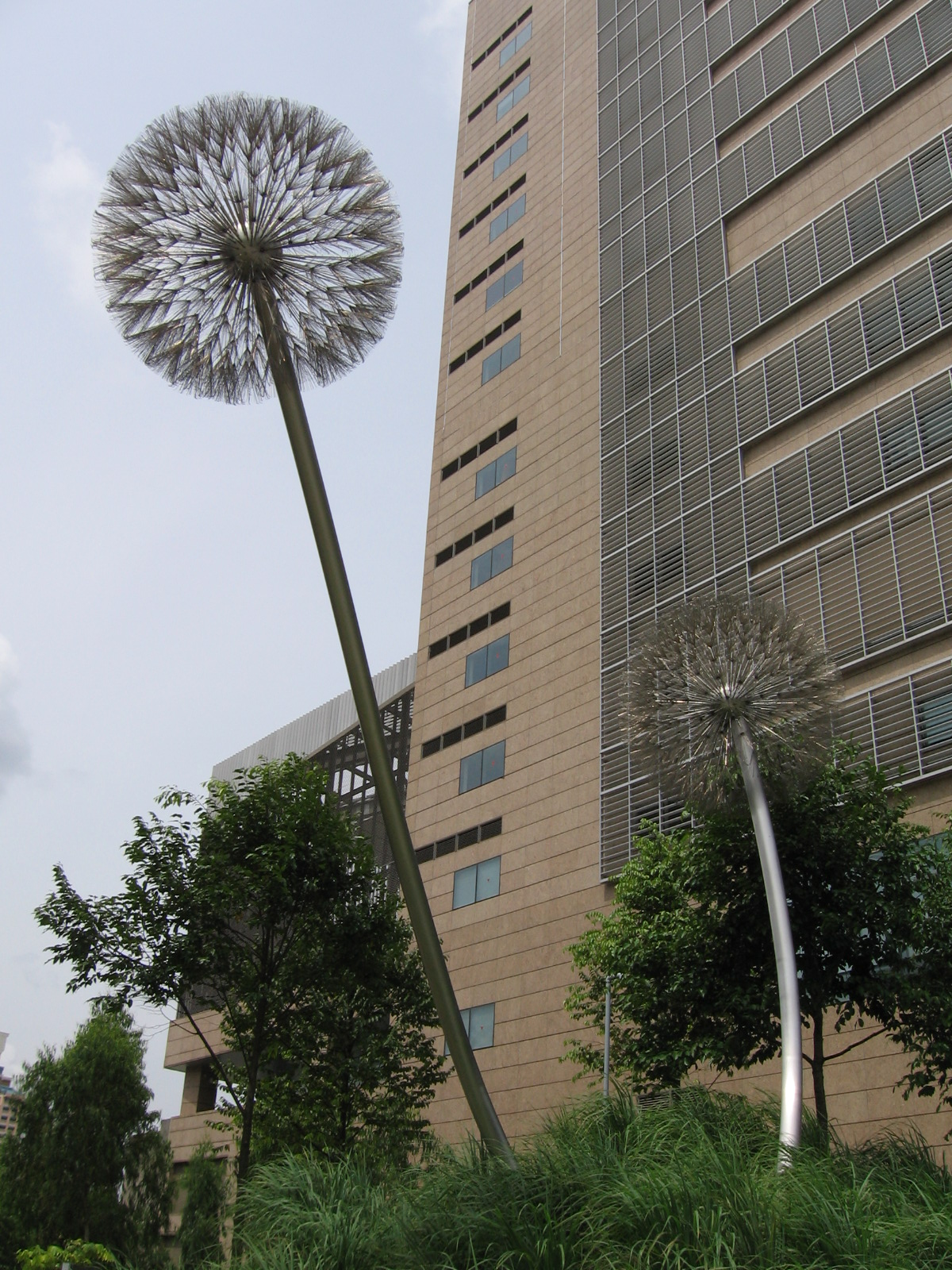
Скульптура «Кульбаби» в Біополісі
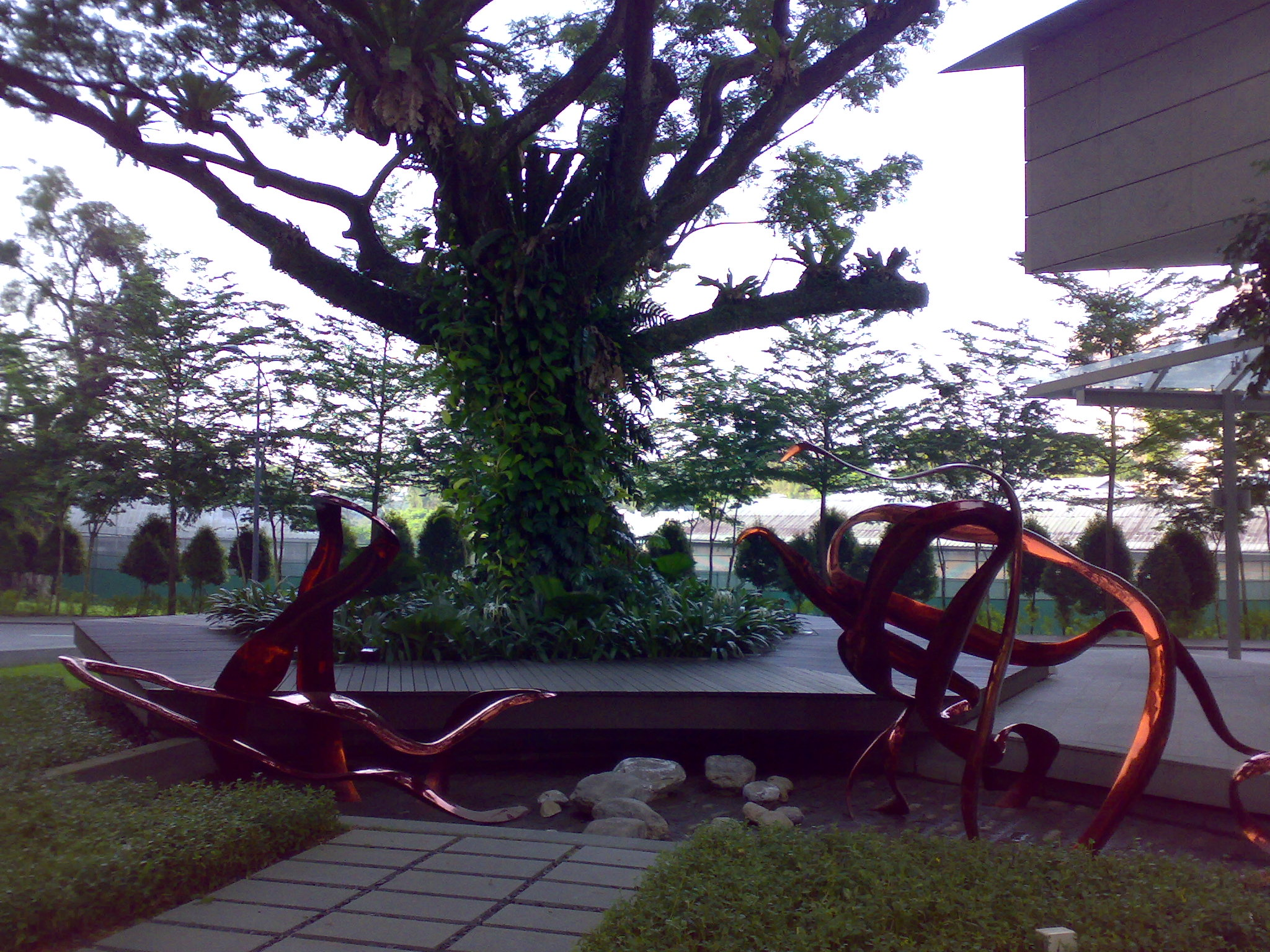
Модель протеази вірусу атипової пневмонії з інгібітором.
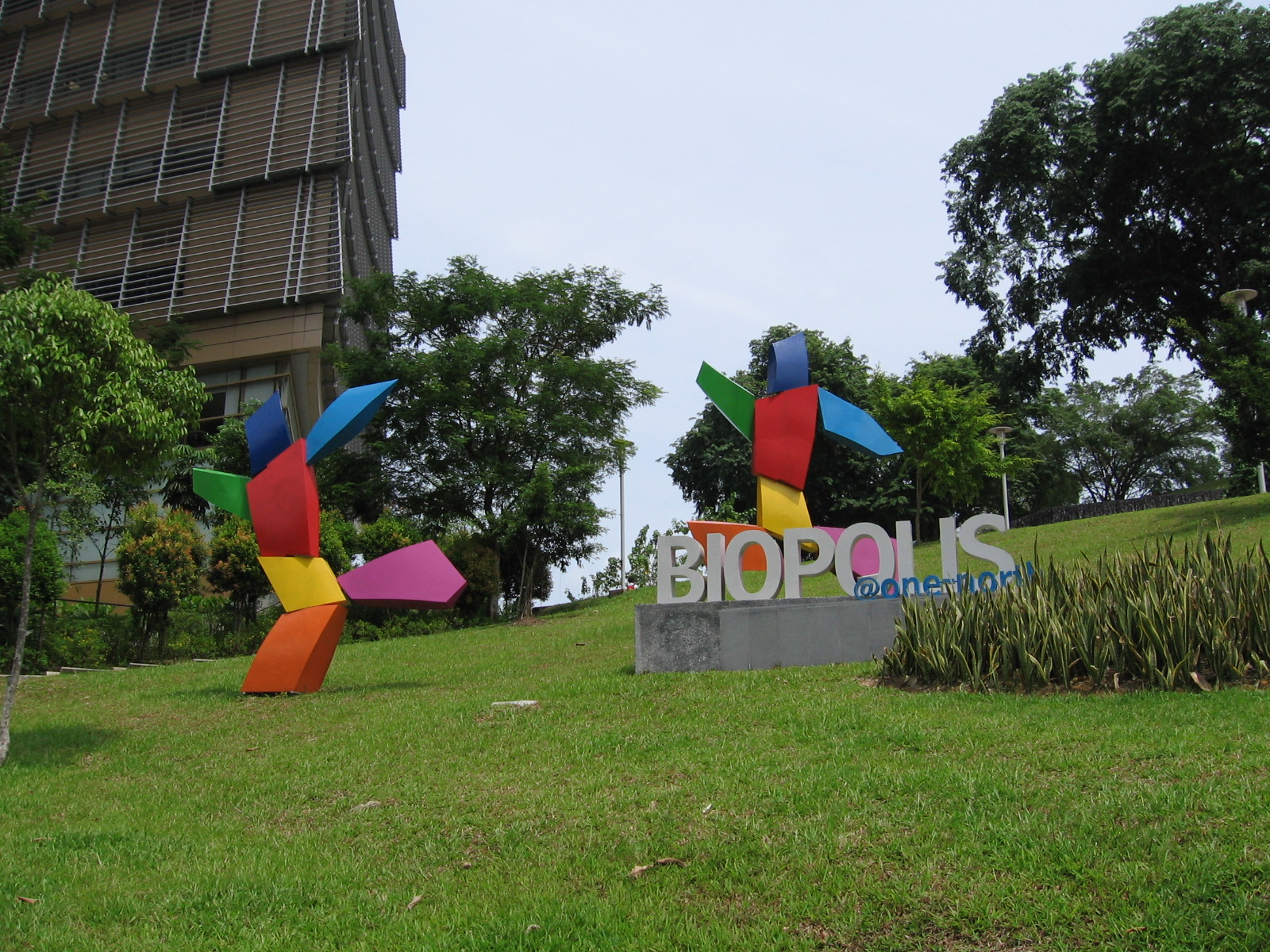
Скульптурна емблема Біополісу

## Транспорт
Найближча станція метро — Буона-Віста.